# Macchi M.18
El Macchi M.18 era un hidrocanoa biplano producido por la empresa italiana Aeronautica Macchi en los años veinte. Fue utilizado tanto para uso civil, como militar en funciones de entrenador, patrulla de reconocimiento e inclusive en tareas de bombardeo y ataque al suelo.

## Descripción técnica
Caracterizado por el aspecto tradicional de su época, el M.18 era muy parecido a los hidroaviones de caza y patrulla, -como el M.9 - que Macchi produjo durante la Primera Guerra Mundial. El M.18 era un hidroavión de canoa central construido en madera, dotado de un habitáculo abierto con dos puestos para el piloto y el observador que estaba dotado de una ametralladora situada en la proa. La configuración alar era biplano-sequiplana, es decir caracterizada de un ala inferior de dimensión menor respecto al ala superior, la primera dotada de dos flotadores equilibradores acoplados en la parte baja mediante una estructura de tubos. Las dos alas estaban unidas entre ellas con una fuerte trabadura Warren de tubos de acero y al casco central mediante un encajonamiento donde también iba colocado el motor lineal de 6 cilindros Isotta Fraschini Asso 200 con una hélice impulsora bipala de madera de paso fijo. El casco terminaba en su parte posterior en una cola caracterizada por su empenaje cruciforme, monoderiva y con los planos horizontales a contraviento.
Además de la versión militar estándar fue producida una segunda versión, denominada M.18AR, compuesta de alas plegables para consentir subir a bordo de los barcos de apoyo que pudieran cargar hidroaviones que ya empezaban a acompañar como unidades de apoyo en las marinas militares.

## Historia

### Desarrollo

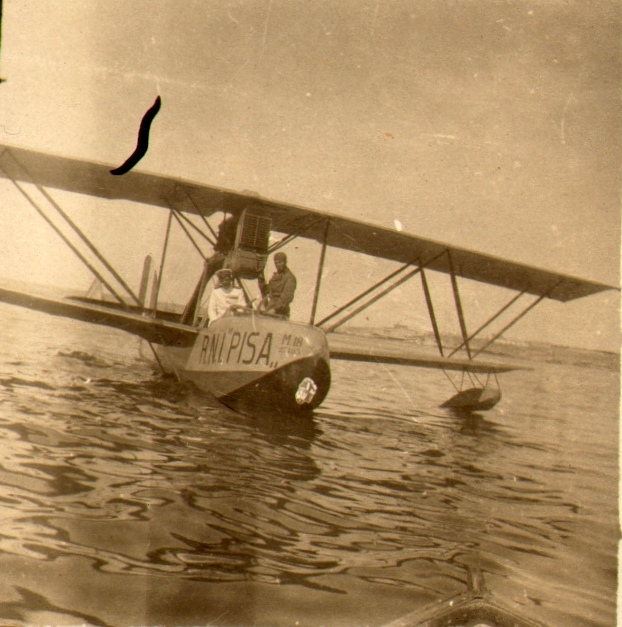
M.18

Proyectado originalmente como hidroavión de línea, el M.18 entró en producción como bombardero antes de ser ofrecido en el mercado civil.
El prototipo fue mostrado en vuelo por primera vez en 1920, dotado de un motor de 6 cilindros en línea, refrigerado por agua Isotta Fraschini V.4B que daba una potencia de 150 CV (110 kW). Inmediatamente sustituido por uno más potente Isotta Fraschini V.6 de 250 CV (187 kW) para finalmente adoptar el más moderno Asso 200.
Fueron producidas dos versiones militares, la primera con una configuración estándar, la segunda, denominada M.18AR, con alas plegables. Fueron además producidas tres versiones comerciales de línea llamadas M.18 Economico (económico), M.18 Lusso (lujo), y M.18 Estivo (verano) diferenciadas entre ellas por las plazas, interiores de cabina y motores.

### Uso operacional
En la versión de alas plegables, M.18AR fue usado, como primer ejemplo de hidroavión embarcado en la Regia Marina, en el buque de apoyo de hidroaviones Giuseppe Miraglia.
La Aeronáutica Naval española recibió sus dos primeros ejemplares producidos en Varese (Italia) a finales de 1921, más tarde se recibieron otras 15 unidades de la misma procedencia. Los restantes 28 Macchi M.18 fueron fabricados bajo licencia en los Talleres de Casa Antúnez en Barcelona. Entre estos últimos, aproximadamente la mitad pertenecían a la variante M.18 AR, dotados con alas plegables y que empezaron a operar desde el portahidros Dédalo en 1927. A pesar de haber sido concebidos como entrenadores, tomaron parte en misiones de combate durante la Campaña de Marruecos en la década de los veinte, desplegados en el Dédalo participando en bombardeos de apoyo táctico a las tropas contra los rebeldes rifeños en el Protectorado Español en Marruecos. Durante la Guerra Civil Española, entre los años 1936 a 1938, los Macchi M.18 supervivientes, destinados en la base de la Aeronáutica Naval de Barcelona, quedaron en manos republicanas. Entre cuatro y seis (según las fuentes) continuaron en activo durante parte de la guerra civil y fueron utilizados en cometidos secundarios, además de ser utilizados para atacar a las fuerzas nacionales en el fallido intento de desembarco en la isla de Mallorca.
En 1928 también Portugal compró 8 ejemplares que utilizó en el Serviço da Aeronáutica Naval.
El gobierno paraguayo compró dos Macchi M.18AR a finales del 1932 para su Aviación Naval. Recibieron los seriales R.3 y R.5 y se utilizaron de forma intensiva en la Guerra del Chaco (1932-1935). Ambos cumplieron muchas misiones de reconocimiento y bombardeo en el Frente Norte durante la guerra. El primer bombardeo nocturno aérea hecho por el R.5 fue el 22 de diciembre de 1934. El R.3 fue destruido en un accidente al final de la guerra y el R.5 estuvo en servicio hasta mediados de la década de 1940.

### Uso civil
Las versiones civiles producidas fueron tres, diferenciadas entre ellas por los interiores y los motores. El primero y de menor clase fue denominado M.18 Economico ("Económico") con una configuración como la militar y dotado con una cabina de pasajeros abierta para dos plazas, con un motor Isotta Fraschini V.4B de 6 cilindros en línea refrigerado por agua, de solo 190 hp (142 kW).
El M.18 Lusso ("Lujo") con una cabina cerrada, propulsado con el motor Isotta Fraschini V.6, de 6 cilindros en línea más potente enfriado por aire de 250 hp (186 kW). La versión M.18 Estivo ("Veraniego") conservaba la posibilidad de alojar tres pasajeros pero la cabina quedaba abierta. Se produjeron 70 ejemplares; algunos de ellos fueron comprados por la compañía aérea suiza Ad Astra Aero y, entre otras por las italianas Società Italiana Servizi Aerei (SISA), propiedad de los hermanos Callisto y Alberto Cosulich, que lo utilizó como entrenador para los pilotos de la compañía de su propiedad que realizaba vuelos en el mar Adriático, y la Società Incremento Turistico Aereo Roma (SITAR) dirigida por el comandante Mario de Bernardi. La Compañía Aero Marítima Mallorquina (CAMSA) adquirió a finales 1921 tres Macchi M.18, que fueron bautizados con los nombres de Barcelona, Menorca e Ibiza; el 7 de abril de 1922, el Ministerio de Fomento emitió a CAMSA la aprobación oficial para el tráfico postal.

## Versiones
M.18
versión estándar de bombardero ligero
M.18AR
como M.18 con alas plegables
M.18 Economico
versión estándar, 2 pilotos y dos pasajeros
M.18 Lusso
versión con una cabina cerrada para tres pasajeros
M.18 Estivo
versión de lujo con una cabina abierta para tres pasajeros

## Operadores

### Militares
Ecuador
- Fuerza Aérea Ecuatoriana

 Reino de Italia
- Regia Marina
- Regia Aeronautica

 Paraguay
- Armada Paraguaya

 Portugal
- Serviço da Aeronáutica Naval

 Reino de España
- Aeronáutica Naval

 República Española
- Fuerza Aérea Republicana
- Aeronáutica Naval

### Civiles
- Società Incremento Turistico Aéreo Roma (SITAR)
- Società Italiana Servizi Aerei (SISA)
- Ad Astra Aero
- Compañía Aero Marítima Mallorquina S.A. (CAMSA)

## Especificaciones técnicas (Macchi M.18)
Referencia datos: Datos de la versión M.18 AR

### Características generales
- Tripulación: 3
- Longitud: 8,15 m
- Envergadura: 9,20 m
- Altura: 3,0 m
- Superficie alar: 26 m²
- Peso vacío: 865 kg
- Peso máximo al despegue: 1.195 kg
- Planta motriz:   1 Isotta Fraschini Asso 200.
  - Potencia: 250 CV (184 kW) cada uno.
- Otros motores utilizados:

### Rendimiento
- Velocidad nunca excedida (Vne):  244 km/h
- Velocidad mínima controlable (Vmc): 187 km/h (116 MPH; 101 kt)

### Armamento
- Armas de proyectiles: 1 Vickers de 7,70 mm
- Puntos de anclaje: 4 para cargar una combinación de:  
  - Bombas: 4